# Жешов
Жешов (пољ. Rzeszów) је највећи град на југоистоку Пољске. Према подацима из јуна 2017. град има 189 111 становника. Положен је на обе стране ријеке Вислок у центру Сандомјеж долине. Жешов је главни град подкарпатског војводства од 1999, и сједиште Жешовског округа.
Историја Жешова почиње 1354, када је добио права града и привилегије од краља Казимира Трећег. Локални трговачки путеви који су повезивали Европу са Блиским истоком резултирали су раним просперитетом и развојем града. У 16. вијеку, Жешов је био повезан са Гдањском и Балтичким морем. Такође је доживео раст у трговини и занатству, посебно под локалним владарима и племићима. Након подјеле Пољске, Жешов је анексиран од стране Аустријског царства и није повратио своју позицију све до поновног прикључења Пољској након Првог свијетског рата. Током Другог свијетског рата, Јевреји, који су имали велику заједницу у Жешову, су страдали у холокаусту.
Жешов је пронашао своје мјесто у групи најелитнијих градова у Пољској, са све већим бројем инвестиција, брзог напретка и веома високог животног стандарда. У 2011. Форбс је поставио Жешов на друго мјесто најатрактивнијих полу великих градова за трговину. Штавише, град је дом већег броја високошколских школа и страних конзулата. Жешов се такође развија као регионална туристичка дестинација; његов стари град, главни трг, цркве и синагоге припадају једној од најбоље очуваних у земљи.
Последњих година становништво Жешова порасло је са 159.000 (2005) на 190.203 (2018). Даљи планови за проширење граница града укључују инкорпорирање околних округа ради јачања своје функције као метрополитског центра у југоисточној Пољској.
Жешов има међународни аеродром и члан је Еуроситис (енг. Eurocities).

## Географија

### Клима
Жешов се налази у зони умјерене климе и има континенталну климу са четири различита годишња доба. Одликује га значајна варијација између врућих љета и хладних, сњежних зима. Просјечне температуре у љетном периоду крећу се од 18 до 19,6 °C, а зими од -2,1 до 0 °C. Просечна годишња температура је 8,9 °C. Љети температуре често прелазе 25 °C, а понекад и 30 °C, док зима пада на -5 °C ноћу и око 0 °C дању; током веома хладних ноћи температура пада на -15 °C. Имајући у виду чињеницу да се Жешов налази у близини Карпата, понекад постоји хални - фен ветар, када температура може брзо да порасте.
| Клима Жешова           | Клима Жешова | Клима Жешова | Клима Жешова | Клима Жешова | Клима Жешова | Клима Жешова | Клима Жешова | Клима Жешова | Клима Жешова | Клима Жешова | Клима Жешова | Клима Жешова | Клима Жешова   |
| Показатељ \ Месец      | .Јан.        | .Феб.        | .Мар.        | .Апр.        | .Мај.        | .Јун.        | .Јул.        | .Авг.        | .Сеп.        | .Окт.        | .Нов.        | .Дец.        | .Год.          |
| ---------------------- | ------------ | ------------ | ------------ | ------------ | ------------ | ------------ | ------------ | ------------ | ------------ | ------------ | ------------ | ------------ | -------------- |
| Максимум, °C (°F)      | 0 (32)       | 2 (36)       | 7 (45)       | 14 (57)      | 20 (68)      | 22 (72)      | 24 (75)      | 24 (75)      | 18 (64)      | 13 (55)      | 6 (43)       | 1 (34)       | 12,58 (54,64)  |
| Минимум, °C (°F)       | −4 (25)      | −4 (25)      | −1 (30)      | 3 (37)       | 8 (46)       | 11 (52)      | 13 (55)      | 12 (54)      | 9 (48)       | 5 (41)       | 0 (32)       | −3 (27)      | 4,08 (39,34)   |
| Количина кише, mm (in) | 22,4 (0,882) | 23,1 (0,909) | 24,9 (0,98)  | 39,7 (1,563) | 55 (2,17)    | 59,5 (2,343) | 67,5 (2,657) | 51,9 (2,043) | 56,5 (2,224) | 33,3 (1,311) | 28,5 (1,122) | 24,9 (0,98)  | 487,2 (19,181) |
| Извор: MSN Weather     |              |              |              |              |              |              |              |              |              |              |              |              |                |

## Историја
На подручју Жешова, први људи су се појавили у касном палеолитском добу; археолози су пронашли алат направљен у том периоду на локацији Жешов 25. Средином 6. вијека прије нове ере, први пољопривредници дошли су на подручје града, највјероватније кроз Моравску капију. Касније, Жешов је био насеље Лужичке културе а затим Пшеворске културе.
У 5. веку појавили су се први Словени у тој области, што потврђују бројни археолошки налази. Највјероватније, Жешов су тада населили Вислани. У периоду између 11. и 13. века град је освојен и касније анексиран од стране Источно-Словеначких Рутена. Пољски принчеви династије Пјаст су га анексирали 1264 и у Тарнову, одржан је састанак принца Болеслава V Пјаста и принца Данила из Краљевине Галиција-Волинија, током које су се обе стране сложиле да граница иде између Жешова и Чудеца ( Жешов је припадао Краљевини Галиција-Волинија, док су Чудец и Стшижов припадали у Малопољској).
После уједињења Пољске (видјети завјет Болеслава III Кривоустог), Жешов је остао под Рутенима до 1340. године, када је Казимир III Велики анексирао Црвене Рутене, позивајући своје витезе да управљају новообрађеном земљом. Према неким изворима, у то вријеме Жешов су населили Глухоњемци (њем. Walddeutsche), и звао се Рисхоф (током Другог свјетског рата, Немци су га преименовали у Раисхоф). Град је добио Магдербуршко право, имао је жупну цркву, тржиште и гробље, а његова укупна површина износила је око 1,5 km². Магдебуршка права доделила су локалним властима Жешова дозволу да кажњавају криминалце, граде утврђења и да опорезују трговце.
Године 1458, Жешов су спалили Власи и турски Татари. 1502. године Татари су га поново уништили. Раније, 1427. године, Жешов је потпуно уништен у пожару, али се град опоравио након ових догађаја, због своје повољне локације на рути запад - исток (Краков-Лавов) и север-југ (Лублин-Словачка) . У 15. веку први Јевреји настанили су се у Жешову. 16. век је био доба просперитета за град, посебно када је Жешов припадао Николи (пољ. Mikołaj) Спитеку Лигези (од 1580.), који је инвестирао у инфраструктуру, градио дворац, Бернардинску цркву и манастир. Жешов је тада имао око 2.500 становника, са брзо растућом јеврејском заједницом. Граду је додељено неколико краљевских права, укључујући привилегију да се организује неколико вашара годишње. У то време, Жешов је коначно прерастао своје средњовјековне границе, обележених утврђењима.
Године 1638. Жешов је прешао у руке моћне и богате породице Лубомирски, постајући центар њиховог огромног власнишства. У почетку, град је просперирао и 1658. године отворен је први факултет, који је сада гимназија број 1. Период благостања се завршио, а осим тога, било је неколико пожара и ратова који су уништили град. Жешов је први пут заробљен од стране Швеђана за време Шведског потопа, а затим и од стране војске Џорџа II Ракочија који су довели до Јернутског споразума. Током Великог сјеверног рата, Швеђани су поново освојили Жешов, 1702. године, а затим је неколико различитих армија окупирало град, пљачкајући и уништавајући куће.
Средином осамнаестог века градска популација била је састављена од Пољака (римокатолика) и Јидиш Јевреја у скоро једнаком броју (50,1% и 49,8%). Године 1772, након прве поделе Пољске, Жешов је постао део Аустријског царства, којем је припадао 146 година. Крајем 18. века Жешов је имао 3.000 становника. До средине 19. века, становништво је порасло на око 7.500, од чега 40% су били Јевреји. 1858. Галицијска железница надвојводе Чарлс Луја достигла је Жешов, што је резултирало даљим развојем града. Године 1888. отворене су прве телефонске линије, 1900. - уличне лампе на гас, а 1911. - електрана и систем водоснадбјевање. Становништво је порасло на 23.000, а половина становника су били Јевреји. Израђено је више модерних објеката, од којих је већина у сецесијском стилу.
Током Првог светског рата, неколико борби се догодило на подручју града. Жешов је био дом великог гарнизона аустроугарске војске, а у близини града Пшемисла постојала је велика тврђава. Током битке код Лавова крајем лета 1914, руске трупе су се кретале према Жешову, а 21. септембра су га заробили. Прва руска окупација трајала је само 16 дана, која је окончана нападом Аустријанца, 4. октобра. Под руским притиском, Аустријанци нису могли да задрже град под својом влашћу, а 7. новембра, Руси су поново дошли у Жешову. Крајем јесени 1914. године утврђена је линија фронта између Тарнова и Горлица, а Жешов је постао важан центар Империјалне руске армије, са великим складиштима хране и муниције. Руска окупација трајала је до маја 1915.
Након што су Руси протјерани из Галиције, Жешов је остао изван подручја војних активности. Аустријска управа се вратила, али рат и уништење града су негативно утицали на становништво, а квалитет живота се погоршао.

### После независности Пољске
Дана 12. октобра 1918. градоначелник Жешова је, заједно с Градским вијећем, послао поруку Варшави, објављујући лојалност независној пољској влади. 1. новембра, након сукоба са немачким и аустријским трупама, Жешов је био слободан град, а 2. новембра, градоначелник Роман Крогулски је обећао лојалност пољској држави. Током Првог свјетског рата погинуло је око 200 становника Жешова, уништена је жељезничка инфраструктура и око 60 кућа.
Године 1920, Жешов је постао главни град округа у војводству Лавов. Град је порастао, а стварање Централне индустријске регије имало је огроман утицај на Жешов. Постао је главни центар за одбрамбену индустрију, а ПЗЛ (пољ. Państwowe Zakłady Lotniczе) Жешов је отворен 1937. године који је такође био и дом великог гарнизона Пољске војске, гдје је стационирана 10. моторизована коњичка бригада. 1939. године, Жешов је имао 40.000 становника, али је његов динамичан раст био заустављен инвазијом Пољске.
Дана 6. септембра 1939, Луфтвафе је бомбардовао Луфтвафе. Град је бранила Коњичка бригада и 24. Улански пук из Красњика. Немачки напад почео је 6. септембра поподне, а Вермахт је ушао у град следећег дана ујутру. Жешов, преименован у Рисхоф, постао је део Генералног губернаторства, 1941. године отворен је гето, у којем су јеврејски становници убијени у логору Белзец.
Током рата, Жешов је био главни центар пољског отпора (Армија крајова, АК), са Жешовским инспекторатом у АК, који је покривао неколико округа. Дана 25. маја, током акције Косба, војници прве домовине убили су на улици Жешова, присталицу Гестапоа, Фридриха Потенбаума и Ханса Флашкеа. У љето 1944. године, током операције Олуја, јединице Армије Крајове напале су њемачке положаје у граду, а 2. августа Жешов је био у под управом Армије Крајове. Пољске власти које су биле лојалне лондонској влади покушале су да преговарају са Совјетима, али без успјеха. НКВД је одмах отворио затвор у подрумима Жешовског дворца, шаљући неколико припадника Армије крајове. У ноћи између 7. и 9. октобра 1944. јединица Армије Крајове вођена Лукашом Ћеплињским напала је замак, покушавајући да ослободи 400 затвореника који су тамо били заробљени. Напад није успио, Ћеплињски је ухваћен и касније погубљен 1951. године.
Дана 7. јула 1945. Жешов је постао сједиште новоствореног Жешовског војводства, који се састојао од западних округа пријератног Лавовског војводства и неколико округа пријератног Краковског војводства. Ова одлука је имала велики утицај на град који је након тога почео убрзано расти. Изградјене су нове канцеларије регионалне владе, а 1951. године, неколико сусједних села је спојено до Жешова, а подручје града је порасло на 39 km². 1971. и 1977. године неколико додатних села су приспојена. Почетком 1981. Жешов је био главни центар сељачких протеста, који су педесет дана окупирали локалне канцеларије, што је резултирало потписивањем споразума Жешов -Устжики и стварањем сељачког синдиката
До избијања Другог свјетског рата, у Жешову је било 14.000 Јевреја, што је више од једне трећине укупне етничке популације Пољака. 10. септембра 1939. град је окупирала њемачка војска и преименовала га у "Раисхоф" Немачки прогон Јевреја започео је готово одмах; до краја 1939. године, у Жешовском региону било је 10 принудних радничких кампова, а многи Јевреји су постали робови. Јевреји су били присиљени да живе у Гестапо контролисаном гету. Многи Јевреји су побјегли у дио Пољску који је био окупиран од стране совјета. До јуна 1940. године, број Јевреја у Жешову се смањио на 11.800, од којих је 7.800 било предратних становника града; а остали су били избјеглице из околних села. Током рата око 20.000 Јевреја је убијено у гету у Жешову.
У јесен 1943. године, већина јеврејске радне снаге пребачена је у возове холокауста у новоотвореном концентрационом логору Шебње. Мјесец дана касније, 5. новембра 1943, одатле је послато око 2.800 Јевреја који су затим убијени у Аушвицу. Од 14.000 Јевреја у Жешову, само њих 100 је преживело рат у Жешову, скривајући се по целој Пољској иу различитим логорима. После рата, 600 Жешовских Јевреја се вратило из Совјетског Савеза. Скоро сви су касније напустили град и земљу.

### 1999-данас
Дана 1. јануара 1999. године град је постао главни град Подкарпатског војводства. Број становника је порастао на 170.000, а површина на 91,43 km².
Године 2004, Жешов је био домаћин централно европске олимпијаде у информатици (ЦЕОИ).
У периоду 2017–2021, границе града Жешова су знатно проширене укључивањем села Бжјанка, Милоцин и Погвиздов Нови. Подручје Жешова се повећало на преко 120 квадратних километара и више од 188.000 становника. У 2022, након инвазије Русије на Украјину, Жешов је постао „главна артерија“ и чвориште за допремање војног наоружања и хуманитарне помоћи у Украјину из бројних земаља западне алијансе, укључујући Шведску, Турску, Немачку, САД и Чешку. У јуну 2022. године, Жешов је склопио споразум о партнерству са Черниговом како би градови званично постали градови-побратими.

### Посета папе
Године 1991. папа Јован Павле II посјетио је Жешов. Током прославе у којој је учествовало скоро 1.000.000 људи, папа је прогласио блаженим, епископа Јозефа Себастијана Пелцара, бившег епископа Пшемисла. Дана 25. марта 1992. године, папа Јован Павле II основао је нову епархију Жешов. Град Жешов је постао управни центар нове Епархије, а црква Светог Срца постала је нова градска катедрала.

## Демографија
| 1946.  | 1950.  | 1960.  | 1970.  | 1980.   | 2000.   | 2010.   | 2012.   |
| ------ | ------ | ------ | ------ | ------- | ------- | ------- | ------- |
| 29.407 | 28.133 | 62.526 | 83.105 | 121.321 | 162.501 | 178.227 | 182.028 |

## Образовање
Универзитети:
- Универзитет Жешовски (основан 2001. године из више мањих школа)[15]
- Жешовски технолошки универзитет (настао од високе инжењерске школе 1974. године)
- Универзитет за информационе технологије и менаџмент у Жешову (основан 1996. године)
  - Представништво у Дембици, Кросном и Њиском
- Виша школа за менаџмент
- ВСПиА Универзитет високог образовања Жешов (основан 1995.)

Значајне средње школе:
- Конарски гимназија број 1 у Жешову
- Средња школа Јован Павле II

## Саобраћај

### Транзит
Жешов се налази на главном  ауто-путу, који иде из Калеа у Француској, преко Белгије, Немачке, Пољске, Украјине и на крају, преко Русије и Казахстана. У оквиру Пољске Е40 слиједи ауто-пут . Други пољски градови који се налазе на ауто-путу Е40 су Вроцлав, Катовице, Краков и Корчова.
Последњих година, комуникација је побољшана модернизацијом путева унутар града. Уведен је и саобраћајни систем СЦАТС. Кроз град пролази пут ка планинама Бјешчади. Саобраћајница А4 има елементе обилазнице, која пролази кроз северне делове града.

### Аеродром
Аеродром Жешов -Јасионка се налази у селу Јасионка, 10 km северно од града. Од јуна 2015. редовне путничке услуге нуде Рајанер, ЛОТ и Луфтханза.
Са почетком инвазије Русије на Украјину 2022. године и затварања ваздушног простора изнад суседне земље, аеродром је добио већи значај, јер је његова локација најближа државној граници између Пољске и Украјине, па је поред цивилних авиона на аеродром почело масовно слетање војних авиона. Аеродром је делимично изгубио војну улогу када су САД у 2025. години одлучиле да повуку своје трупе са аеродрома.

### Аутобуси
Град располаже са 49 аутобусних линија укључујући ноћне и аеродромске аутобсе. Поједине аутобуске линије воде према Саноку.

### Железница
Жешов је важно железничко средиште на главној железничкој рути запад-исток; Линија 91 почиње од Шлеске и Кракова, главне станице у Кракову до Медике која се налази на источној граници Пољске и даље у Украјину. Његова главна жељезничка станица основана је у 19. вијеку, а осим тога, у граду има још пет станица: Rzeszów Staroniwa, Rzeszów Zwięczyca, Rzeszów Osiedle, Rzeszów Załęże and Rzeszów Zachodni (само теретни превоз). Постоје и две неелектричне линије које произлазе из Жешова до Јасла и Тарнобжега.

## Култура

### Позоришта
- Позориште Ванда Шемашкова
- Позориште Маска
- Плесно позориште Жешов

### Музеји
- Етнографски музеј
- Музеј града Жешова
- Бискупски музеј
- Жешовски замак

### Умјетничке галерије
- Галерија "Шајна"
- Галерија "Под вијећницом"
- Галерија "Из дворишта"
- ОПе Фото галерија

### Библиотеке
- Покрајинска и градска библиотека у Жешову
- Универзитетска библиотека Жешов
- Библиотека технолошког универзитета

### Остало
Филхармонија Артур Малавски

## Главне знаменитости
- Жешовски замак
- Главни трг
- Градска вијећница, изграђена 1591
- Мала (17. век) и Велика (18 век, обновљена 1954-63) синагога
- Замак у Лањцуту
- Подземни тунели (пољ. Podziemia)

## Спорт
- Ресовиа Жешов
  - мушки одбојкашки тим који игра у Пољској одбојкашкој лиги, 6 пута Пољски шампион, 3 пута побједници Пољског купа
  - један од најстаријих мушких фудбалских тимова у Пољској (1905 или 1904)
  - кошаркашки тим, пољски шампион 1974/75
- Стал Жешов
  - спидвеј тим
  - мушки фудбалски тим
  - Жешов рокетс, рагби тим

## Значајни људи
Као највећи град у региону Жешов има много значајних људи повезаних с њим. Херој антинационалистичког и анти-совјетског отпора, Лукаш Ћеплињски, певачица Јустина Стечковска, генерал Јозеф Зајонц и водећи позоришни редитељ Јежи Гротовски, поред осталих, рођени су или живе у граду. Премијер Пољске и генерални командант Владислав Сикорски студирао је ту, док је Игнаћи Лукасјевич провео велики део свог живота у Жешову. Ања Рубик, пољски модел, рођена је 1983. у Жешову. Породица Натали Портман долази из Жешова. Томаш Стањко, међународно признати џез трубач, Рич Шаро, амерички фудбалер и Давид Костецки, професионални боксер, долазе из Жешова.

## Међународни односи

### Градови побратими
Жешов је побратимљен са:
- Буфало (Њујорк), Сједињене Америчке Државе
- Кошице, Словачка (од 1991)
- Њиређхаза, Мађарска
- Билефелд, Њемачка
- Клагенфурт, Аустрија
- Ламија, Грчка
- Сату Маре, Румунија
- Лавов, Украјина
- Ивано-Франкивск, Украјина
- Луцк, Украјина
- Фанченган, Кина